# Psophodidae
Psophodidae es una familia de aves paseriformes nativas de Australia y Nueva Guinea.
Tiene una historia taxonómica complicada y todavía está lejos de ser aclarada, en el sentido más estricto se incluye solo 5 o 6 especies de zordalas (Androphobus y Psophodes), pero algunos autores también incluyen Cinclosoma y Ptilorrhoa.

## Especies
La familia incluye 18 especies, agrupadas en 4 géneros:
- Género Androphobus
  - Androphobus viridis
- Género Psophodes
  - Psophodes olivaceus
  - Psophodes nigrogularis
  - Psophodes leucogaster
  - Psophodes occidentalis
  - Psophodes cristatus
- Género Cinclosoma
  - Cinclosoma ajax
  - Cinclosoma punctatum
  - Cinclosoma castanotum
  - Cinclosoma clarum
  - Cinclosoma castaneothorax
  - Cinclosoma marginatum
  - Cinclosoma alisteri
  - Cinclosoma cinnamomeum
- Género Ptilorrhoa
  - Ptilorrhoa leucosticta
  - Ptilorrhoa caerulescens
  - Ptilorrhoa geislerorum
  - Ptilorrhoa castanonota